# Strada europea E51
La E51 è una strada europea che collega Berlino a Norimberga. Come si evince dalla numerazione, si tratta di una strada intermedia con direzione nord-sud.

## Percorso
La E51 è definita con i seguenti capisaldi di itinerario: "Berlino - Lipsia - Gera - Hirschberg - Hof - Bayreuth - Norimberga".